# Птица с хрустальным оперением
«Пти́ца с хруста́льным опере́нием» (итал. L'Uccello dalle piume di cristallo) — триллер с элементами детектива режиссёра Дарио Ардженто. Премьера фильма состоялась 19 февраля 1970 года. В основу фильма лёг сильно переработанный роман Фредерика Брауна «Кричащая Мими». Фильм побил рекорды кассовых сборов на тот момент в Италии, собрав около миллиарда лир, и был хорошо встречен в США.

## Сюжет
В Риме происходят убийства девушек. Американский писатель Сэм Далмас становится свидетелем нападения на женщину в галерее современного искусства. Молодой человек вызывает полицию, в итоге инспектор Моросини отбирает у него паспорт, мотивируя это тем, что Сэм является важным свидетелем и не должен покидать страну. Пострадавшая — Моника Раньери, жена владельца галереи Альберто, остаётся в живых. Желая побыстрее вернуться в США, Сэм начинает собственное расследование, в ходе которого узнаёт разные детали, которые постепенно приводят его к разгадке. Однако молодого человека беспокоит что-то неправильное в сцене насилия, которую он видел.
Однако дело становится всё более и более опасным — на Сэма совершают несколько покушений. Вдобавок ко всему убийца по телефону угрожает молодому человеку. При исследовании плёнки выясняется, что на ней присутствует странный звук. Друг Сэма профессор-орнитолог Карло Довер говорит, что это ему что-то напоминает. Незадолго до отлёта Далмас решает поехать к экстравагантному художнику-примитивисту Берто Консальви, основную пищу которого составляет кошатина. Несколько лет назад тот нарисовал картину, изображающую попытку убийства маньяком девушки. Художник сообщил, что картина нарисована по мотивам реальных событий.
Тем временем Карло выясняет, что звук на плёнке — это крик, издаваемый особым видом птиц. Придя в зоопарк, Сэм выясняет, что клетка находится рядом с квартирой Раньери. В это время он слышит крик Моники и бросается на помощь. Альберто пытается оказать сопротивление, но случайно выпадает из окна. Перед смертью он сознаётся во всех убийствах. Однако во время борьбы с Раньери исчезает девушка Сэма Джулия. Во время её поисков молодой человек сперва находит труп Карло, а затем появляется настоящий маньяк — Моника Раньери. Далмас понимает, в чём была неправильность сцены, которую он видел, — мужчина «в чёрном» пытался не убить, а остановить жену. Теперь в той же галерее Моника пытается зарезать Сэма. Только вмешательство Моросини спасает молодого человека. Впоследствии выясняется, что случай, нарисованный на картине, произошёл именно с Моникой и, когда женщина увидела работу Консальви, у неё развилось психическое расстройство.

## Птица с хрустальным оперением
Вид Hornitus nevalis, обитающий на Кавказе, в действительности не существует. В фильме показан венценосный журавль, на клетку с которым помещена табличка с названием вымышленного вида.

## В ролях
- Тони Музанте — Сэм Далмас
- Сьюзи Кендалл — Джулия
- Эва Ренци — Моника Раньери
- Энрико Мария Салерно — инспектор Морозини
- Марио Адорф — Берто Консалви
- Ренато Романо — профессор Карло Довер
- Умберто Рао — Альберто Раньери
- Джузеппе Кастеллано — Монти
- Пино Патти — Файена
- Жильдо Ди Марко — Гарульо
- Реджи Налдер — наёмный убийца в жёлтой куртке

## Оценка
Фильм включён Стивеном Кингом в список наиболее значимых произведений жанра с 1950 по 1980 год.